# Hochtemperaturkorrosion

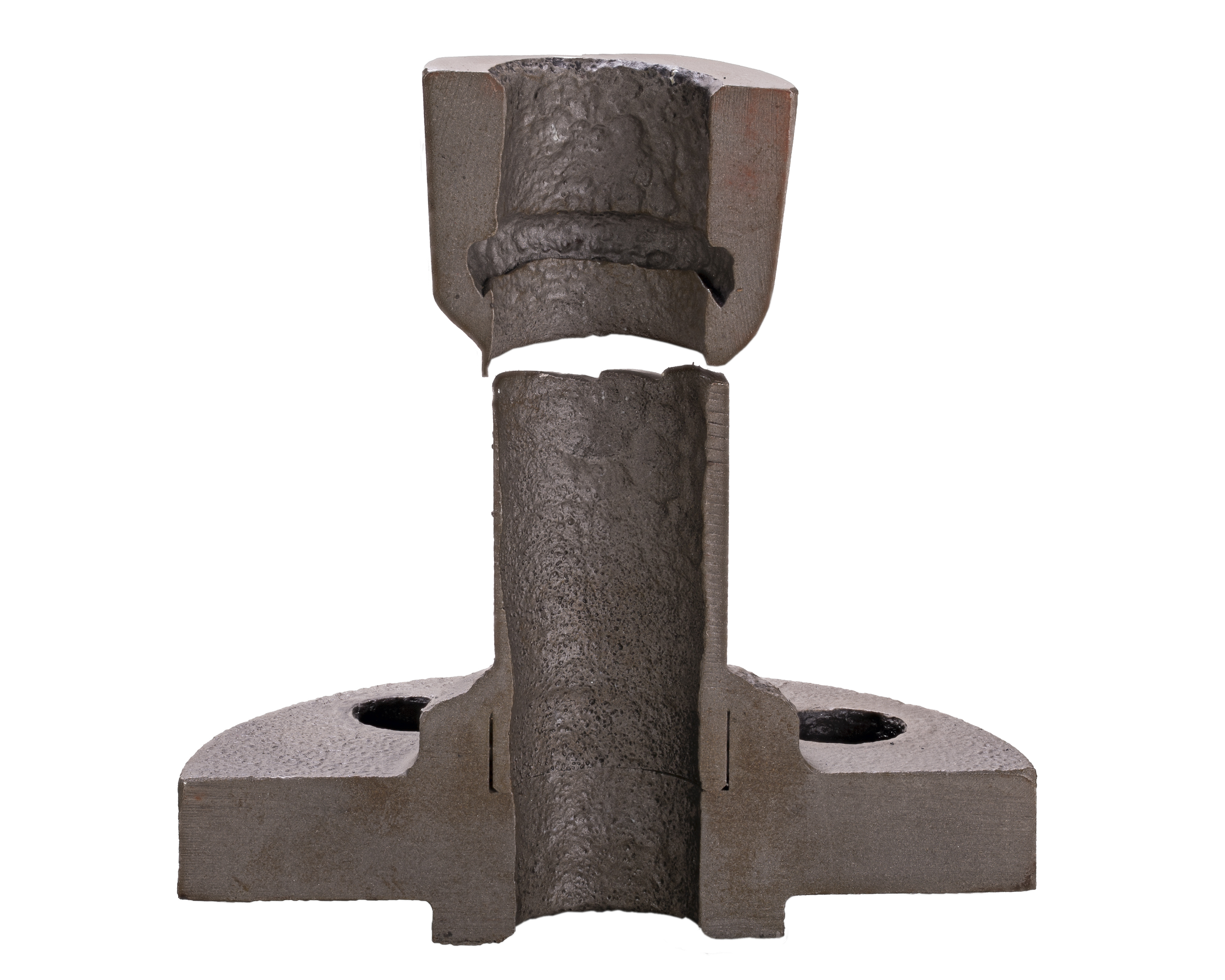
Hochtemperatur-Schwefelkorrosion an einem 12 CrMo 19 5 PI-Stutzen

Hochtemperaturkorrosion ist die chemische Reaktion zwischen einer Umgebung (Medium) und einer Werkstoffoberfläche (Bauteil) bei Temperaturen, die für wässrige Korrosionsmedien (Elektrolyten) zu hoch sind. Die Folge ist die Bildung von festen, flüssigen oder gasförmigen Korrosionsprodukten, was i. d. R. zu einer Schwächung des tragenden Querschnitts eines Bauteils bzw. zu einer Beeinträchtigung von dessen Funktion führt. Beispiele für Hochtemperaturkorrosionsprozesse finden sich in allen technischen Anwendungen, die bei Temperaturen deutlich oberhalb von 100 °C arbeiten, angefangen von Verzunderungsprozessen bei Abgasanlagen von Fahrzeugen über die Hochtemperaturkorrosionsvorgänge in thermischen Kraftwerken (Feuerung mit Kohle, Öl, Gas, Biomasse, Reststoffen) bis hin zur Korrosion in Flugtriebwerken und Schiffsdieselmotoren sowie in chemischen und petrochemischen Prozessen. Durch geeignete Korrosionsschutzmaßnahmen (hoch chrom- oder aluminiumhaltige Legierungen oder Schutzschichten) lässt sich die Hochtemperaturkorrosion in den meisten Anwendungen auf ein unkritisches Maß reduzieren, in vielen Fällen ist Hochtemperaturkorrosion allerdings lebensdauerbestimmend für die entsprechenden technischen Bauteile. Der zeitliche Verlauf der Hochtemperaturkorrosion wird modellhaft häufig durch ein parabolisches Gesetz beschrieben, wenn diffusionskontrollierte Vorgänge den Korrosionsprozess bestimmen:
ΔA2 = kp • t
wobei ΔA den korrosionsgeschädigten Anteil des Bauteilquerschnitts darstellt, kp die parabolische Reaktionskonstante und t die Zeit. Gefürchtet ist allerdings der Übergang vom beherrschbaren parabolischen Korrosionsverhalten zum „Breakaway-Effekt“ mit stark beschleunigter, häufig linearer Materialschädigung nach einer gewissen Inkubationszeit, wobei letztere unter technischen Bedingungen mehrere tausend Stunden dauern kann.

## Hochtemperaturkorrosionsumgebungen
Wichtige Bestandteile von Hochtemperaturkorrosionsumgebungen sind neben Sauerstoff:
- Schwefel

Dieser führt zur Bildung von „weichen“ oder spröden Metallsulfid- oder Metallsulfatphasen, die bei hohen Temperaturen auch schmelzflüssig sein können. Die Ursache liegt häufig in der Verbrennung von höher schwefelhaltigen Brennstoffen (Kohle, Öl, Abfall).
- Kohlenstoff

Dieser führt in der Regel zur Aufkohlung über die Bildung innerer Metallkarbide im Werkstoff, wodurch eine Verfestigung bzw. Versprödung des Bauteils erfolgt. Eine Extremform ist das „Metal Dusting“, das bei extrem hohen Kohlenstoffgehalten in der Umgebung stattfindet, die zur Kohlenstoffabscheidung auf der Oberfläche (Koks, Ruß) führen. Als Ergebnis zerfällt das metallische Bauteil zu „Staub“ aus Graphit und Metall- bzw. Metallkarbidpartikeln. Aufkohlung kann in einer Reihe von industriellen Verbrennungs- oder Vergasungsatmosphären erfolgen.
- Stickstoff

Dieser zeigt ähnliche Wirkung wie Kohlenstoff, nur dass anstelle von Metallkarbiden innere oder auch äußere Metallnitridphasen gebildet werden. Selbst der Stickstoff in Luft kann bei hohen Temperaturen zur Nitrierung von Werkstoffen führen.
- Halogene (Cl, F, I, Br)

Diese bilden bei hohen Temperaturen gasförmige Metallhalogenide als Korrosionsprodukte, so dass das Metall „abdampft“ und ein sehr schneller Metallabtrag erfolgt. Halogenbeeinflusste Korrosion wird häufig bei der Verbrennung von chlorhaltigen Biomassen oder in der Müllverbrennung beobachtet.
- Wasserdampf

Anders als vielleicht erwartet, kann auch Wasserdampf bei hohen Temperaturen zu einer Beschleunigung des Oxidationsvorgangs führen. Dies wird häufig in Verbrennungsvorgängen mit feuchten Brennstoffen gefunden.

## Forschung
Intensive Forschungsarbeiten auf dem Gebiet der Hochtemperaturkorrosion und des Hochtemperaturkorrosionsschutzes laufen in Deutschland z. B. am DECHEMA-Forschungsinstitut (DFI).